# Chiesa di San Michele in Escheto
La chiesa di San Michele in Escheto è una chiesa di Lucca che si trova in località Escheto.

## Storia e descrizione
Già attestata nell'VIII secolo, fu totalmente ristrutturata tra XI e XII secolo. Nonostante le manomissioni evidenti soprattutto in facciata, i fianchi e l'abside, a grandi conci squadrati in calcare bianco, con il paramento pausato da lesene, mantengono i caratteri originari, come anche alcune cornici intagliate a motivi di ispirazione classica lungo il coronamento dei fianchi. All'interno in tempi recenti sono stati eliminati tutti gli interventi di riassetto dei secoli scorsi; ne è emersa una struttura impoverita, con colonne dai capitelli quasi illeggibili perché scalpellati quando furono incorporati nell'impianto seicentesco a pilastri. Si conserva un frammento di pulpito del XIV secolo, una figura di telamone che regge una base di colonna.

### L'iscrizione di Isbrigatus
Su un blocco del perimetro fu incisa una scritta in latino, che ci racconta come i cascinesi distrussero una torre in questo luogo, per vendicarsi di una torre persa ad opera dei lucchesi. 
Su un altro l'autore della chiesa si identifica come "Isbrigatus de Peccioli", probabilmente allievo di Diotisalvi da Titignano, coevo al Guidetto da Como che ha fatto la chiesa di San Cristoforo a Lucca